# 诺南 (卡尔瓦多斯省)
诺南（法語：Nonant，法語發音：[nɔnɑ̃] ⓘ）是法国卡尔瓦多斯省的一个市镇，属于巴约区。

## 地理
諾南位于法国诺曼底大区卡爾瓦多斯省，该省份为法国西北部沿海省份，北濒大西洋英吉利海峡，东北与滨海塞纳省以海上边界相接，东临厄尔省，南至奧恩省，西与芒什省接壤。
与諾南接壤的市镇（或旧市镇、城区）包括：卡尔卡尼、瑟勒河畔孔代、迪西圣玛格丽特、埃隆、贝桑地区蒙索、圣马丹德桑特雷、瑟勒河畔沃。

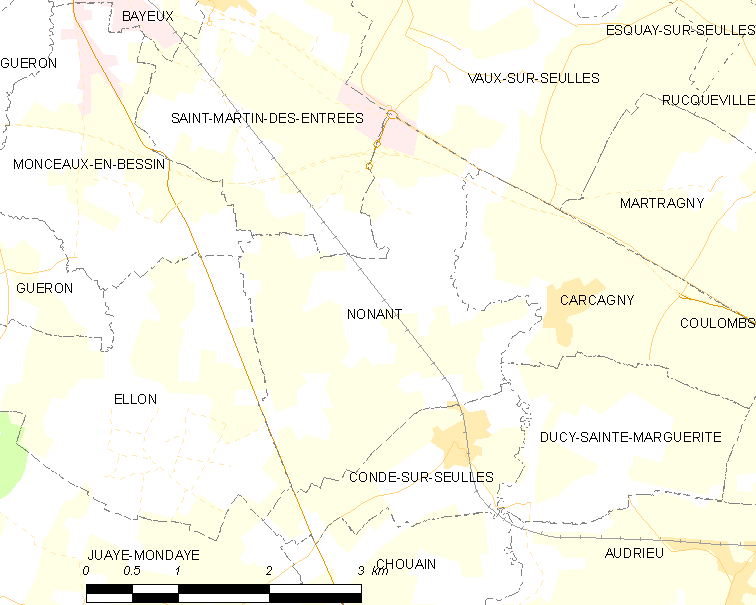
的OSM定位图

## 人口

1962-2008年间人口变化图示

諾南于2022年1月1日时的人口数量为516人。